# Herman Teirlinck
Herman Louis Cesar Teirlinck ( Sint-Jans-Molenbeek, 24 de febrero de 1879 - Beersel -Lot, 4 de febrero de 1967) fue un escritor belga . Era el quinto hijo y el único varón de Isidoor Teirlinck y Oda van Nieuwenhove, ambos profesores en Bruselas. De niño, tenía una salud frágil y pasaba gran parte de su tiempo en el campo, en Zegelsem (Flandes Oriental), con sus abuelos paternos. Fue candidato al Premio Nobel de Literatura en seis ocasiones. 

## Educación
De 1886 a 1890 asistió a la escuela primaria Karel Buls de Bruselas. Cursó el bachillerato en el Koninklijk Athenaeum (Ateneo Real) de Bruselas, donde estudió griego y latín. Uno de sus profesores fue Hyppoliet Meert, flamingantista  y purista de la lengua. En 1879, a petición de su padre, ingresó como estudiante en la Facultad de Ciencias de la Universidad Libre de Bruselas (ULB), pero él mismo quería ser escritor, no científico. Tuvo éxito en su primer año de medicina, pero luego dejó la ULB y se fue a la Universidad de Gante (RUG) a estudiar filología germánica; tampoco aquí le fue bien y dejó la RUG también sin graduarse. Escribió sus primeros poemas, Metter Sonnewende (1899) y Verzen (1900). En Gante conoció a Karel van de Woestijne, y se harían amigos de por vida hasta la muerte de éste en 1929.

## Carrera
En 1902 se casó con su primera esposa, Mathilde Lauwers, y juntos tuvieron dos hijas: Stella y Leentje Teirlinck. Fue nombrado funcionario responsable de Bellas Artes en Bruselas. También en 1902 publicó De wonderbare wereld (E: El mundo maravilloso), al que siguió Het stille gesternte (E: Las estrellas silenciosas) en 1903. En 1903 también fue cofundador de la revista ilustrada Vlaanderen (E: Flandes), que sucedió a Van nu en straks (E: De ahora y pronto). En 1906 fue nombrado corresponsal en Bélgica del periódico de Ámsterdam Het Handelsblad. Se interesa cada vez más por la vida urbana de Bruselas y en 1909 publica la novela Ivoren Aapje (E: Mono de marfil), su primera novela sobre Bruselas. También en 1909 publicó su ensayo Het Vlaamsch Tooneel (E: Teatro flamenco), que mostraba su aprecio por Edward Gordon Craig. Se fue a vivir a Linkebeek, donde, como liberal, se implicó en la política local.
Desde 1912 hasta 1926 fue director de la fábrica de muebles Ateliers Victor De Cunsel . Incluso llegó a ser secretario de la organización patronal de la industria maderera, lo que le permitió visitar el Congo Belga.

## Carrera literaria
Mientras tanto, siguió escribiendo, por ejemplo con Johan Doxa y De lemen torens en 1917 y Nieuwe Uilenspiegel en 1922. De 1910 a 1936 fue profesor de neerlandés en la Stedelijke Jongensnormaalschool de Bruselas. De 1925 a 1938, enseñó neerlandés en la Akademie voor Schone Kunsten (E: Academia de Bellas Artes) de Amberes y de 1928 a 1936 en la Stedelijke Meisjesnormaalschool de Bruselas.
En 1917 se convirtió en miembro de la Maatschappij der Nederlandse Letterkunde (E: Sociedad de Literatura Holandesa) en Leiden, y en 1919, se convirtió en miembro de la Koninklijke Vlaamse Academie voor Taal- en Letterkunde (E: Real Academia Flamenca de la Lengua - y Literatura). En 1928 murió su primera esposa. El mismo año, Herman Teirlinck se casó con Johanna Hoofmans de Linkebeek. Cinco años más tarde se mudaron a la casa de Uwenberg 14 en Beersel.
En 1920 se convirtió en profesor de flamenco en la Corte Real de Bélgica; en 1933 Consejero Privado del Rey Alberto I; en 1934 Consejero de Arte y Ciencia del rey Leopoldo III y en 1951 Consejero honorario de Arte y Ciencia del rey Balduino I.
Herman Teirlinck escribía en un estilo típicamente flamenco, y consideraba a Karel van de Woestijne su ejemplo más importante. Esto queda patente en su obra en t Bedrijf van den kwade en De doolage. Conoció a pintores impresionistas, que también influyeron mucho en su obra. Su poemario Zon es el mejor ejemplo de esta influencia. Con el paso de los años, su lengua se hizo más neerlandesa y menos flamenca.
El teatro era lo que más interesaba a Herman Teirlinck. Escribió obras como De vertraagde film (1922), Ik dien (1924) o De man zonder lijf (1925). Otras obras son De ekster en de galg (E: La urraca y la horca) (1937) y Ave (1938), en las que experimentó con técnicas modernas para implicar más al público en la acción.
En su último periodo literario, que comenzó con la novela Maria Speermalie en 1940, se acercó al existencialismo. También tuvo en cuenta la vida libre y apasionada de la gente, con su refinada sobrecivilización y sus extremos contradictorios. En 1946 fue cofundador y director del Nieuw Vlaams Tijdschrift y fundó en Amberes el Studio van het Nationaal Toneel, que más tarde se convertiría en el famoso Studio Herman Teirlinck. Quería renovar la formación de los actores. Con el ensayo Pointering 48 de 1948, redactó el programa básico de la escuela. La base definitiva de los principios educativos del Studio quedó escrita en el Dramatisch Peripatetikon de 1959. En 1951 creó el Arkprijs van het Vrije Woord. En Het gevecht met de engel (E: La lucha con el ángel), destacó la inevitabilidad del destino (1952). En 1955 apareció su última novela, Zelfportret de Het galgemaal, un ejercicio de autorreflexión.

## Club Mijol
En 1912 fundó el club literario De Mijol Club (también M.C, Carta Magna o Club Marie Jolles), del que eran miembros Fernand Victor Toussaint van Boelaere, August Vermeylen, Alfred Hegenscheidt y Ernest Claes. Se reunían en la taberna 3 Fonteinen de Beersel (que aún existe). 

## Honores
- 1923: Oficial de la Orden de la Corona, por real Decreto de 21.7.1923.

### Otros premios
- Premio Nacional Belga de teatro (1925 y 1928),
- Premio Nacional Belga por toda su obra (1950),
- Prijs der Nederlandse Letteren (Bélgica y Países Bajos) en 1956.
- Dr. Honoris Causas Universidad Libre de Bruselas (1938),
- Dr. Honoris Causas Universidad de Ámsterdam (1947),
- Dr. Honoris Causas Universidad de Lieja (1954)
- Dr. Honoris Causas Universidad de Gante (1959)